# Парк Сьютаделья
Парк Сьютаделья, парк Цитадели в Барселоне (кат. Parc de la Ciutadella) находится в северо-восточной части Старого города. Парк был открыт в середине XIX века и в течение нескольких десятилетий оставался единственной зелёной зоной в городе. На территории парка Цитадели сегодня располагаются несколько музеев, зоопарк Барселоны, искусственное озеро, а также здание Парламента Каталонии.

## История
В 1714 году, после Войны за испанское наследство, которая продолжалась 13 лет, Барселона была взята войсками короля Филиппа V Бурбона. Чтобы удержать город, Филипп приказал построить в центре Барселоны крепость, пушки которой были направлены на жилые дома бедных районов Барселоны. В то время это была одна из крупнейших крепостей в Европе.
Во время строительства этой крепости (1716—1729 годы) были снесены целые жилые кварталы, а для обеспечения финансирования строительства испанские власти ввели специальный налог — El Cadestre. С тех пор крепость постоянно напоминала жителям Каталонии об их поражении в той войне, которая лишила их национального суверенитета.
Цитадель просуществовала около ста пятидесяти лет, и только в середине XIX века, когда крепость потеряла всякое военное значение, центральные власти Испании дали согласие разрушить её; в 1869 году крепостные стены были снесены. Из располагавшихся в крепости сооружений сохранилось несколько, среди которых служащее ныне резиденцией парламента Каталонии здание арсенала (это барочное здание построено в 1716—1748 годах), а также капелла и губернаторский дворец. Остальная территория крепости была превращена в парк.
В 1888 году, когда в Барселоне проходила первая Всемирная выставка, парк Цитадели был выбран основным местом её проведения. Парк был существенно реорганизован для проведения выставки, распланирован в английском стиле по проекту Жузепе Фонтсера и украшен многими прекрасными павильонами. У входа в парк была установлена спроектированная Жузепе Виласекой триумфальная арка. Парковые светильники, как и обелиск у входа в парк, выполнены по эскизам Пере Фалькеса-и-Урпи. В 1892 году парк Цитадели был вновь реорганизован, чтобы разместить в нём зоопарк Барселоны.

## Ландшафт

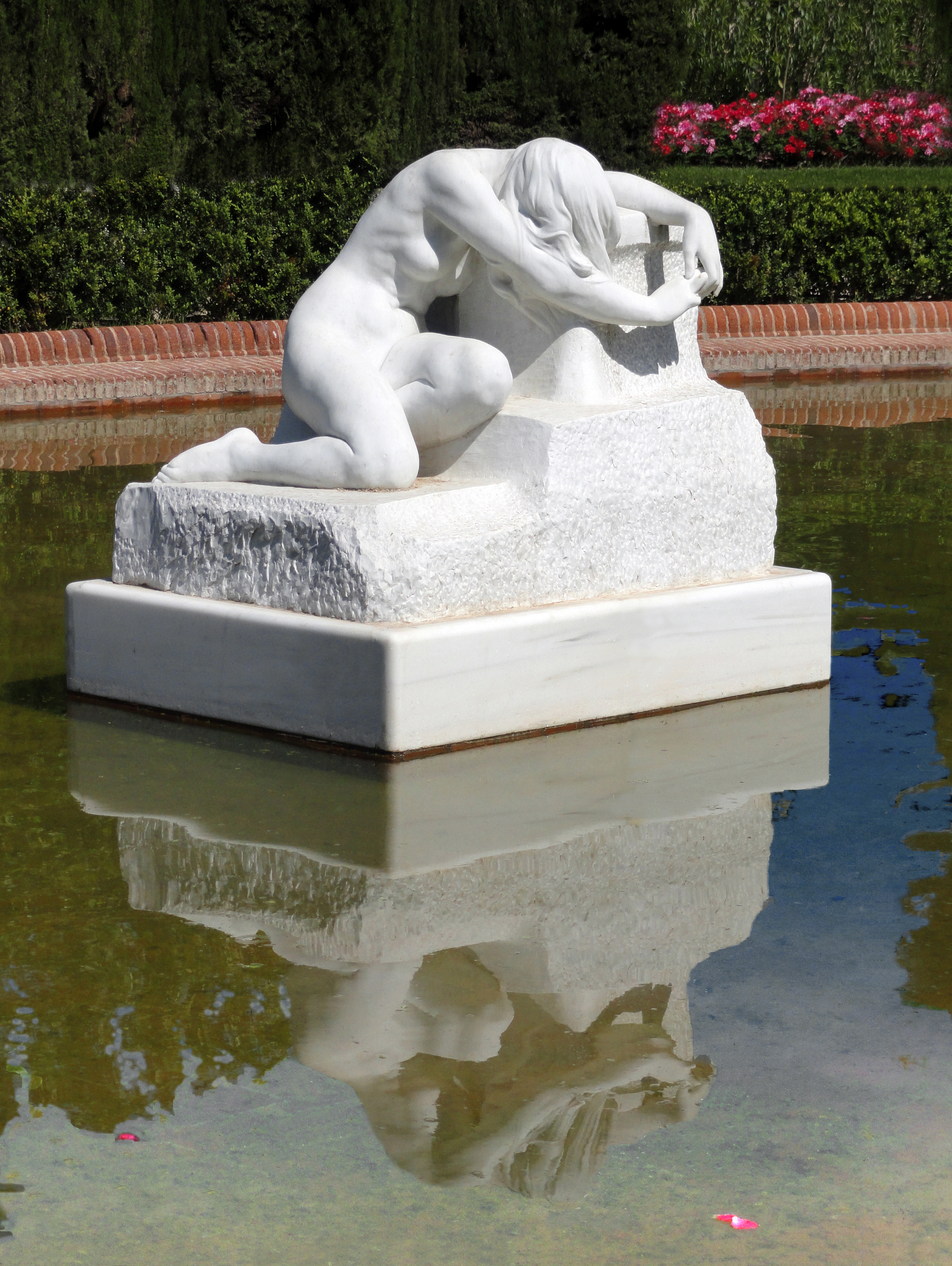
Скульптура «Отчаяние», Парк Сьютаделья, Барселона

Основой паркового ландшафта стало большое озеро и три центральные аллеи: Липовая, Тополиная и Вязовая. В одном из прудов расположена скульптура «Отчаяние» (Desconsol) каталонского скульптора Жозепа Льимоны (Josep Llimona). Скульптура была подарена городу Жозепом и стала одним из символов Барселоны.
В северном углу парка находится Древовидный монументальный фонтан — Cascada, выполненный в классическом стиле и украшенный скульптурным ансамблем с квадригой Авроры, отлитой из бронзы. Впервые он был открыт в 1881 году, без скульптурной экспозиции, однако в течение следующих шести лет был доведён до современного вида, и в 1888 году его представили на Всемирной выставке. Над композицией этого фонтана работал архитектор из Каталонии Жузеп Фонсере (Josep Fontserè), скульпторы Росенде Нобас (Rossend Nobas), Венанси Вальмитжана (Venanci Vallmitjana) и малоизвестный в то время Антонио Гауди.
Вдоль проспекта Пикассо (кат. Passeig Picasso) находится несколько построенных ко Всемирной выставке зданий: Замок трёх драконов, Зимний сад (кат. Hivernacle; выполненное по проекту Жузепа Амаргоса модернистское здание, в котором ныне размещается культурный центр с кафе-рестораном) и Пальмовая оранжерея (кат. Umbracle).
На площади Пласа-де-Армас, в здании бывшего Арсенала, располагается каталонский парламент. На территории парка также находятся Музей геологии (старейший музей Барселоны) и Музей зоологии (разместился в бывшем здании кафе-ресторана Всемирной выставки — в Замке трёх драконов).
Около трети территории парка приходится на зоопарк Барселоны.